# Pentacalia fimbriifera
Pentacalia fimbriifera là một loài thực vật có hoa trong họ Cúc. Loài này được S.Díaz & G.P.Méndez mô tả khoa học đầu tiên năm 1997.